# Nizinka
Nizinka (deutsch Niederwald) war ein Ort in der polnischen Woiwodschaft Ermland-Masuren. Seine Ortsstelle liegt im Gebiet der Stadt-und-Land-Gemeinde Frombork (Frauenburg) im Powiat Braniewski (Kreis Braunsberg).

## Geographische Lage
Die Ortsstelle von Nizinka liegt im Nordwesten der Woiwodschaft Ermland-Masuren, 15 Kilometer südlich der Kreisstadt Braniewo (Brunsberg).

## Geschichte
Bei dem einstigen kleinen Ort Niederwald handelte es sich um eine Försterei, die zum Staatsforst Födersdorf gehörte. Als eine Landgemeinde kam Niederwald 1874 zum neu errichteten Amtsbezirk Rautenberg (polnisch Wielkie Wierzno) im ostpreußischen Kreis Braunsberg im Regierungsbezirk Königsberg. Die Försterei Niederwald zählte im Jahre 1910 fünf Einwohner.
Die dann zum Gutsbezirk Födersdorf gehörende Exklave Niederwald wurde am 30. September 1928 in den Nachbarort Heinrichsdorf (polnisch Jędrychowo) eingemeindet.
Nach der Abtretung des gesamten südlichen Ostpreußen 1945 in Kriegsfolge an Polen erhielt Niederwald die polnische Namensform „Nizinka“. Allerdings verlor der kleine Ort an Bedeutung, wurde nicht mehr offiziell genannt und gilt heute als untergegangen. Vielleicht ist er in einem Nachbarort aufgegangen.
Seine Ortsstelle gehört heute zur Gmina Frombork (Stadt-und-Land-Gemeinde Frauenburg) im Powiat Braniewski, von 1975 bis 1998 der Woiwodschaft Elbląg, seither der Woiwodschaft Ermland-Masuren zugehörig.

## Religion
Bis 1945 war Niederwald in die römisch-katholische Pfarrei Bludau (polnisch Błudowo) im damaligen Bistum Ermland eingepfarrt. Außerdem gehörte es zur evangelische Kirche Frauenburg in der Kirchenprovinz Ostpreußen der Kirche der Altpreußischen Union.

## Verkehr
Die noch erkennbare Ortsstelle von Niederwald resp. Nizinka liegt an einem Waldweg, der in einem großen Bogen durch den Forst von Wielkie Wierzno (Groß Rautenberg) im Gebiet der Gmina Frombork bis nach Nowe Sadłuki (Neu Sadlucken) im Gebiet der Gmina Młynary (Stadt-und-Land-Gemeinde Mühlhausen) führt.